# Eric Neilson (skeleton)
Pour les articles homonymes, voir Neilson.
Eric Neilson, né le 27 janvier 1981 à Lethbridge, est un skeletoneur canadien.

## Carrière
Il fait ses débuts en Coupe du monde en décembre 2011. Il n'a toujours pas obtenu de podium individuel, son meilleur résultat international restant une quatrième place aux Championnats du monde 2013, compétition dans laquelle il fait partie de l'équipe canadienne médaillée de bronze. En 2014, il participe à ses premiers Jeux olympiques qui sont organisés cette année à Sotchi et prend la treizième place.

## Palmarès
- Jeux olympiques
  - Sotchi 2014 : 13e.

- Championnats du monde de skeleton
  - Saint-Moritz 2013 :  médaille de bronze en équipe mixte.

- Coupe du monde de skeleton
  - Meilleur classement général : 6e en 2013.